# Andreas Seidl
Andreas Seidl (Passavia, 6 gennaio 1976) è un dirigente sportivo e ingegnere tedesco.

## Biografia

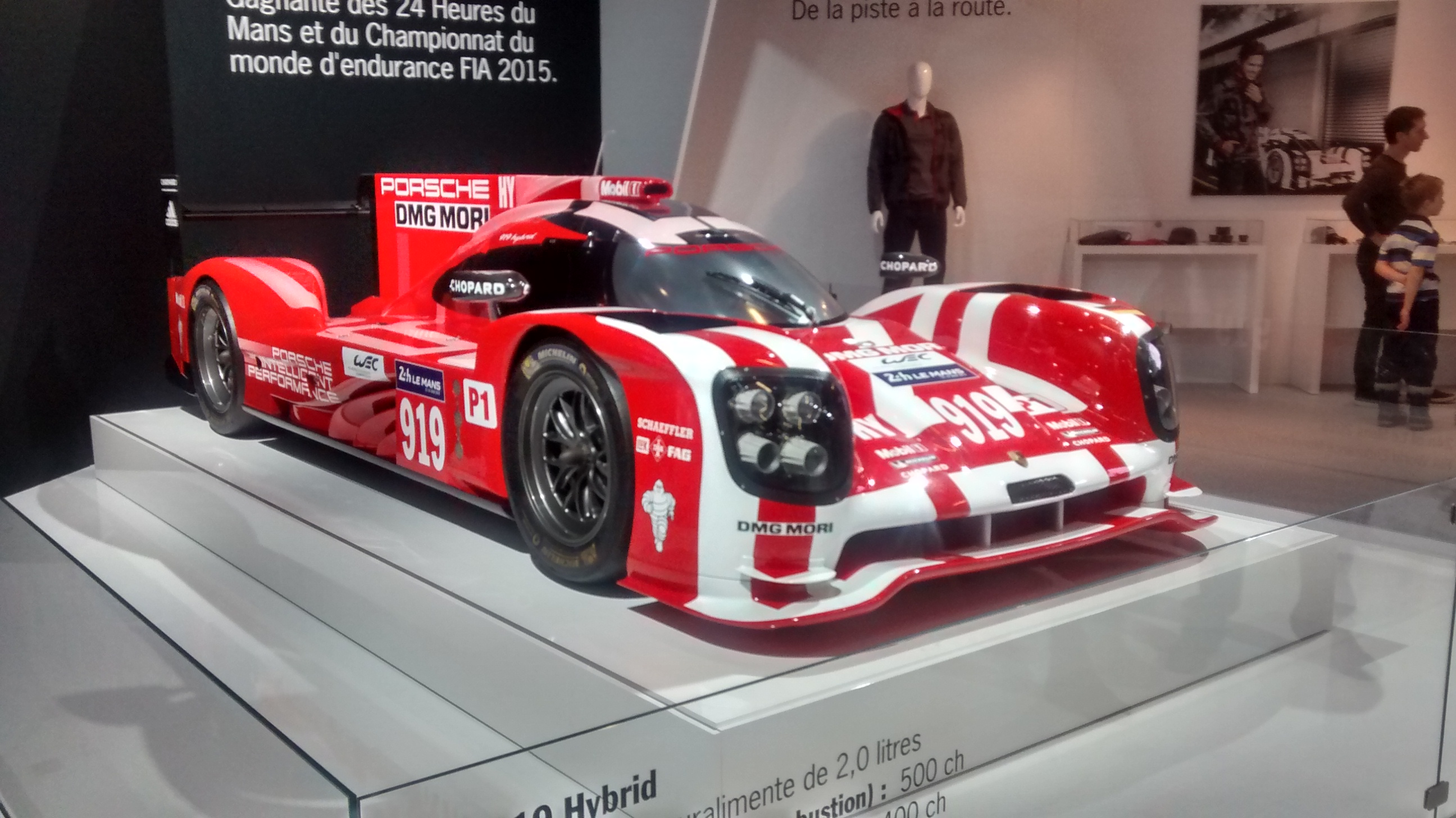
La Porsche 919 Hybrid che sotto la direzione Seidl ha vinto a Le Mans

Laureato in ingegneria meccanica presso l'Università Tecnica di Monaco, ha iniziato a lavorare in Formula 1 per la BMW tra il 2000 e il 2009, inizialmente durante la partnership tecnica con la scuderia britannica Williams e poi nel team ufficiale BMW Sauber. Dopo che la casa bavarese si è ritirata dalla Formula 1, nel 2012 è stato capo gestione della stessa nel Deutsche Tourenwagen Masters. 
Nel 2013 lascia la casa bavarese per trasferirsi nella squadra Porsche, operante nel campionato endurance, dapprima come direttore delle operazioni di gara ed e poi, dall'anno seguente, come Team Principal. Sotto la sua direzione la scuderia, con le Porsche 919 Hybrid ha vinto la 24 Ore di Le Mans nelle edizioni 2015, 2016 e 2017 nonché i titoli piloti e costruttori dei campionati 2015, 2016 e 2017. Nel luglio 2017, la scuderia tedesca annuncia il ritiro dalla categoria per passare in Formula E. 
Il 10 gennaio 2019 passa alla McLaren dove viene nominato Team Principal della scuderia di Formula 1, assumendo la carica il 1º maggio seguente. Al momento del suo arrivo, la scuderia britannica stava attraversando un periodo difficile dall'inizio dell'era turbo-ibrida (2014), in particolare per gli strascichi dell'infruttuoso legame tecnico con Honda chiusosi nel 2017. Sotto la sua guida il team, prima con propulsori Renault e poi Mercedes, si risolleva raggiungendo dapprima nel 2020 il terzo posto fra i costruttori, il migliore risultato della squadra da otto anni a quella parte, e poi tornando alla vittoria di un Gran Premio l'anno seguente, a Monza con Daniel Ricciardo, a nove anni dal precedente successo di una monoposto di Woking.
Il 13 dicembre 2022 rassegna le sue dimissioni come team principal della McLaren per andare a sostituire il partente Frédéric Vasseur come CEO in Sauber, in vista dell'ingresso di Audi nel team elvetico programmato per il 2026. Il 23 Luglio 2024, dopo solo un anno e mezzo lascia l'incarico di CEO del team Sauber, venendo sostituito da Mattia Binotto.